# Víbria de Tarragona
La Víbria de Tarragona és una víbria que des del 1993 fa part del bestiari popular de Tarragona. Forma part del Seguici Popular.
Tot i que no s'ha pogut afirmar anterioritat històrica a Tarragona, va ser incorporada el 1993, perquè queda un clàssic del bestiari popular català. Va ser el més jove element de foc del seguici, fins que el 2014 es va incorporar el griu.
És portada per membres de la Colla de Diables Voramar que actua al complet a les Festes de Santa Tecla. La Víbria també surt al carrer per carnaval, la Nit de Sant Joan i per la festa del seu barri, Sant Pere al Serrallo. Porta uns cascavells que representen les diferents associacions de veïns de la ciutat. Tres bastaixos, tres encenedors i vuit músics l'acompanyen amb el Ball de la víbria de Tarragona, una adaptació (1992) per Roser Olivé d'una dansa del renaixement anversès escrita per Tielman Susato. Llença foc per set punts.
El 2011 va guanyar el segon premi al Festival del Bestiari de Catalunya. El 2014, l'artista Enrique Santiago va crear una estampa retallable, que permet muntar la seva pròpia miniatura de la víbria.
L'any 2006 es va crear la Víbria petita o "Vibrieta", que es una rèplica de la Víbria però en petit perquè els més menuts puguin portar aquest element a la Santa Tecla petita.

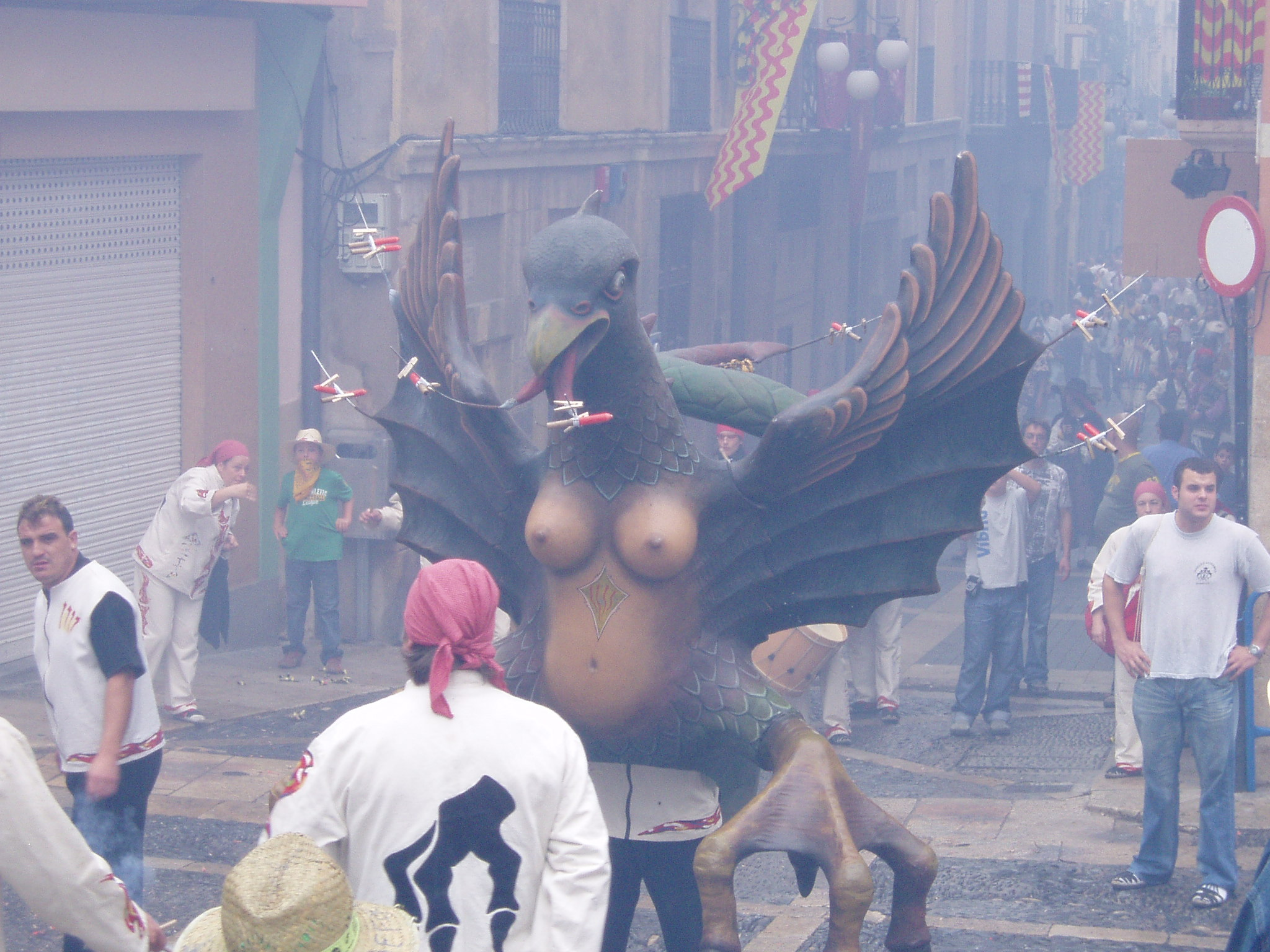
La Víbria de Tarragona sense encendre